# Uroš Silar
Uroš Silar (* 17. Juli 1978) ist ein ehemaliger slowenischer Radrennfahrer.

## Sportlicher Werdegang
Uroš Silar erzielte seinen ersten internationalen Sieg bei der Serbien-Rundfahrt 2001, bei der er die vierte Etappe gewann. 2003 wurde er Mitglied in österreichischen Mannschaft Arboe Merida-Graz. Im nächsten Jahr wechselte er nach Slowenien zu dem Radsportteam Sava. Im Jahr 2005 wurde er unter anderem Dritter der Steiermark Rundfahrt. Ab 2006 fuhr er für die österreichische Mannschaft Swiag Teka, wo er im ersten Jahr den dritten Platz bei der slowenischen Meisterschaft belegte. 2008 bis 2010 fuhr Silar wieder für das Continental Team Sava. 2008 gewann er beim Giro della Regione Friuli Venezia Giulia die erste Etappe, den letzten Sieg seiner Karriere erzielte er beim GP Betonexpressz 2000 in der Saison 2009.
Nach der Saison 2010 beendete Silar im Alter von 32 Jahren seine Karriere als Radrennfahrer.

## Erfolge
2001
- eine Etappe Serbien-Rundfahrt

2008
- eine Etappe Giro della Regione Friuli Venezia Giulia

2009
- GP Betonexpressz 2000